# Kommandierender General der Deutschen Luftwaffe in Italien
Der Kommandierende General der Deutschen Luftwaffe in Italien war eine höhere Dienststellung der deutschen Luftwaffe im Zweiten Weltkrieg.

## Geschichte
Die Aufstellung des Stabes der Dienststelle mit Sitz in Malcesine-Riva erfolgte am 6. September 1944 aus der ehemaligen Dienststelle des General der Deutschen Luftwaffe in Mittelitalien, unter Hinzuziehung der Stäbe der 2. Flieger-Division und des Feldluftgaus XXVIII.
Dem Kommandierenden General der Deutschen Luftwaffe in Italien oblag die taktische und operative Führung der Luftwaffenverbände in Italien, das zu dieser Zeit als Italienische Sozialrepublik ein Verbündeter des NS-Staats war. Am 2. Mai 1945 erfolgte die Auflösung.

## Unterstellte Verbände
| 6. September 1944 | |
| ----------------- | --- |
| 6. September 1944 | 3. Flak-Brigade; 22. Flak-Brigade; Stab, 1. und 2./Nahaufklärungsgruppe 11; Stab, 1., 2. und 3./Nachtschlachtgruppe 9 |